# Bubble (歌曲)
〈Bubble〉是韓國女子團體STAYC第三張EP《TEENFRESH》中收錄的主打歌曲，由High Up娛樂於2023年8月16日發行。《Bubble》的詞曲由黑眼必勝創作。2023年8月13日至19日期間，該歌曲在Circle数字榜中排名第69位。